# Jocs Panafricans de 1973
Els Jocs Panafricans de 1973 van ser la segona edició dels Jocs Panafricans i es van celebrar entre el 7 de gener de 1973 i el 18 de gener de 1973 a Lagos, Nigèria.

## Desenvolupament

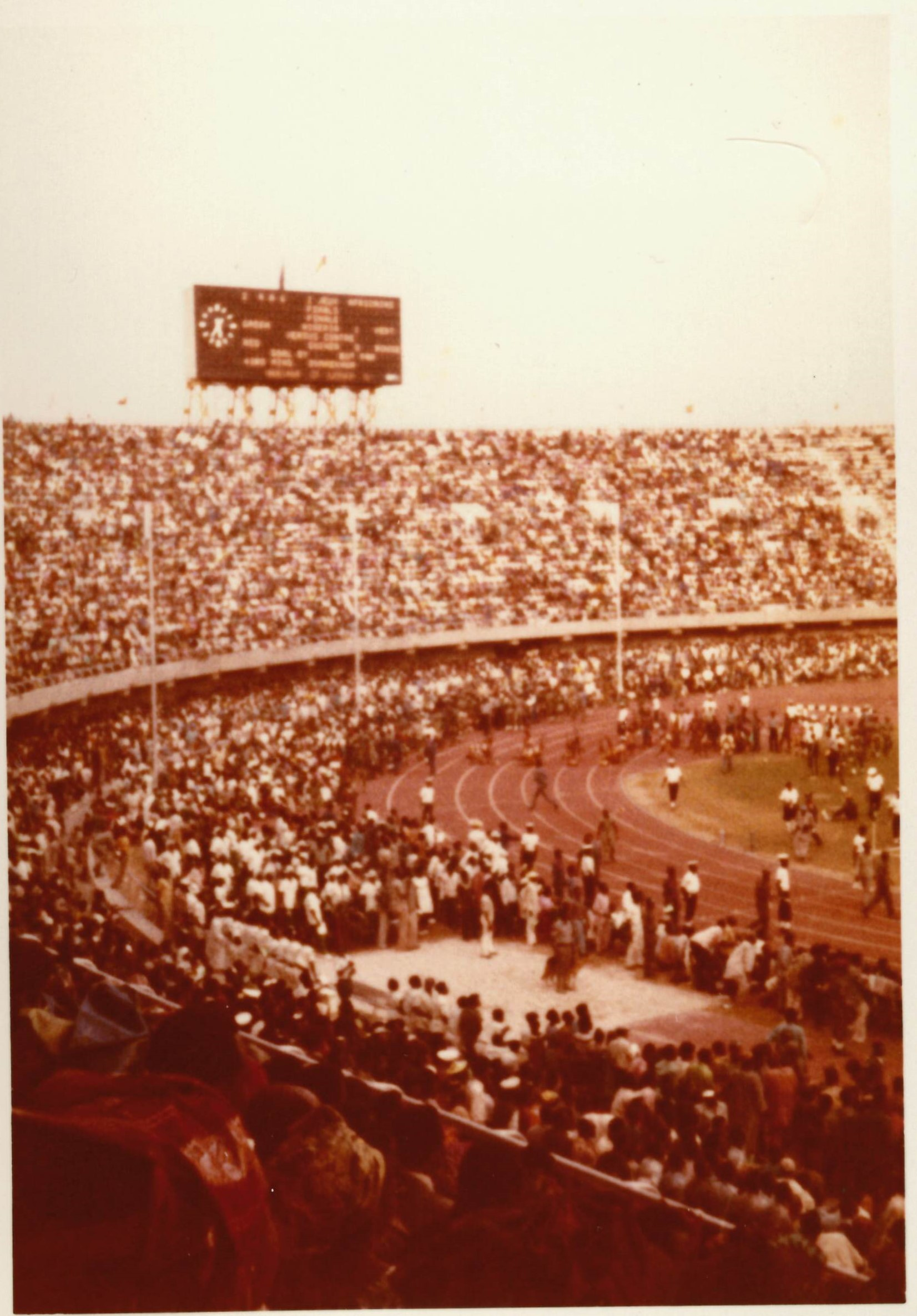
Jocs Panafricans de 1973

Després de l'èxit dels primers Jocs Panafricans, el comitè organitzador atorgà els segons Jocs a Bamako, Mali per l'any 1969. Un cop d'estat militar impedí l'organització i la segona edició fou traslladada a Lagos, Nigèria per a l'any 1971. La competició tornà a ser posposada i finalment es van celebrar el gener de 1973. Una torxa fou encesa a Brazzaville una setmana abans i fou transportada fins a Lagos com a símbol dels Jocs.
La seguretat fou molt estricta un cop més, com a resposta de la massacre dels atletes israelians als Jocs de 1972 tot just pocs mesos abans.
Herois d'arreu del món com Abebe Bikila, Pelé, Muhammad Ali, i Jesse Owens foren convidats a la cerimònia d'obertura.
Ben Jipcho, de Kenya, medalla d'argent als 3.000 metes a Múnic, igualà el rècord del món en obstacles amb 8:20.8. El tanzà Filbert Bayi derrotà el favorit Kip Keino als 1500 metres amb 3:37.18.
La pressió de les nacions africanes sobre Sud-àfrica continuà, no essent aquesta convidada per la seva política d'apartheid.

## Medaller
País amfitrió en negreta.
| Medaller dels Jocs Panafricans de 1973 | Medaller dels Jocs Panafricans de 1973 | Medaller dels Jocs Panafricans de 1973 | Medaller dels Jocs Panafricans de 1973 | Medaller dels Jocs Panafricans de 1973 | Medaller dels Jocs Panafricans de 1973 |
| -------------------------------------- | -------------------------------------- | -------------------------------------- | -------------------------------------- | -------------------------------------- | -------------------------------------- |
| Posició                                | País                                   | Or                                     | Argent                                 | Bronze                                 | Total                                  |
| 1                                      | Egipte                                 | 25                                     | 16                                     | 15                                     | 56                                     |
| 2                                      | Nigèria                                | 18                                     | 25                                     | 20                                     | 63                                     |
| 3                                      | Kenya                                  | 9                                      | 9                                      | 18                                     | 38                                     |
| 4                                      | Uganda                                 | 8                                      | 6                                      | 6                                      | 20                                     |
| 5                                      | Ghana                                  | 7                                      | 7                                      | 13                                     | 27                                     |
| 6                                      | Tunísia                                | 4                                      | 6                                      | 3                                      | 13                                     |
| 7                                      | Algèria                                | 4                                      | 5                                      | 13                                     | 22                                     |
| 8                                      | Etiòpia                                | 4                                      | 3                                      | 6                                      | 13                                     |
| 9                                      | Senegal                                | 4                                      | 2                                      | 6                                      | 12                                     |
| 10                                     | Costa d'Ivori                          | 2                                      | 0                                      | 4                                      | 6                                      |
| 11                                     | Marroc                                 | 1                                      | 3                                      | 3                                      | 7                                      |
| 12                                     | Sudan                                  | 1                                      | 1                                      | 1                                      | 3                                      |
| 13                                     | Guinea                                 | 1                                      | 1                                      | 0                                      | 2                                      |
| 13                                     | Mali                                   | 1                                      | 1                                      | 0                                      | 2                                      |
| 13                                     | Tanzània                               | 1                                      | 1                                      | 0                                      | 2                                      |
| 16                                     | Zàmbia                                 | 1                                      | 0                                      | 6                                      | 7                                      |
| 17                                     | Somàlia                                | 1                                      | 0                                      | 0                                      | 1                                      |
| 18                                     | Madagascar                             | 0                                      | 2                                      | 3                                      | 5                                      |
| 19                                     | Camerun                                | 0                                      | 1                                      | 3                                      | 4                                      |
| 19                                     | Congo                                  | 0                                      | 1                                      | 3                                      | 4                                      |
| 21                                     | Gàmbia                                 | 0                                      | 1                                      | 0                                      | 1                                      |
| 21                                     | Níger                                  | 0                                      | 1                                      | 0                                      | 1                                      |
| 23                                     | Dahomey                                | 0                                      | 0                                      | 1                                      | 1                                      |
| 23                                     | Swazilàndia                            | 0                                      | 0                                      | 1                                      | 1                                      |
| 23                                     | Togo                                   | 0                                      | 0                                      | 1                                      | 1                                      |
|                                        |                                        | 92                                     | 92                                     | 119                                    | 303                                    |

## Resultats

### Atletisme
Només un atleta defensà el seu títol del 1965, el llançador de disc malià Namakoro Niaré. Tres atletes, un home i dues dones guanyaren més d'una prova:
- Ohene Karikari, Ghana (100 metres i 200 metres masculins)
- Alice Annum, Ghana (100 metres i 200 metres femenins)
- Modupe Oshikoya, Nigèria (salt d'altura, salt de llargada i 100 metres tanques)

Foren afegides moltes proves en categoria femenina. Aquestes foren els 200 metres llisos, 400 metres llisos, 800 metres llisos, 1500 metres llisos, llançament de disc, llançament de pes i 4x400 metres relleus.
- Nagui Asaad guanyà la seva primera medalla d'or en llançament de pes, que repetí per segon cop el 1978 a Algèria,[1] He also was the Silver medallist in Discus throw of the All Africa Games, 1973[1]

### Futbol
La competició de futbol fou guanyada per la nació amfitriona Nigèria.
| Or      | Argent | Bronze |
| Nigèria | Guinea | Egipte |